# Hypocrita calida
Hypocrita calida är en fjärilsart som beskrevs av Felder 1874. Hypocrita calida ingår i släktet Hypocrita och familjen björnspinnare. Inga underarter finns listade i Catalogue of Life.